# Tanabe
Tanabe (jap. 田辺市 Tanabe-shi) – miasto portowe w Japonii, na wyspie Honsiu, w prefekturze Wakayama.
W mieście rozwinął się przemysł rybny.

## Miasta partnerskie
- Australia: Waion?